# Música de câmara
Música de câmara é a música erudita composta para um pequeno grupo de instrumentos ou vozes que tradicionalmente podiam acomodar-se nas câmaras de um palácio.
Atualmente a expressão é usada para qualquer música executada por um pequeno número de músicos. A palavra câmara indica que a música pode ser executada em salas pequenas, geralmente com uma atmosfera mais íntima. Nesta categoria geralmente não está incluída a música para instrumento solo, entretanto, é comum incluir obras para piano solo, dependendo da ambientação.
Sua composição é destinada a um pequeno número de instrumentos ou vozes - geralmente, até o máximo de dez.
Entre os seus gêneros mais importantes estão o quarteto de cordas, quinteto de sopros e o trio com piano, dentre outras diversas combinações de instrumentos. Pode haver também a execução em "solo", "trio" ou "duo". Nestes casos, geralmente se prescinde da regência por um maestro.